# Polissoir du Petit Runio
Le polissoir du Petit Runio est situé sur la commune de Plouagat dans le département français des Côtes-d'Armor.

## Protection
Le monument fait l’objet d’un classement au titre des monuments historiques depuis le 5 novembre 1971.

## Description
La pierre utilisée pour le polissoir est en dolérite.